# 復員
復員（ふくいん）とは、軍隊の体制を「戦時」から「平時」に戻し、兵を動員状態から服務待機に戻すこと。また、軍務を解かれた兵が帰郷すること。
復員令（ふくいんれい）は、復員を実施するための法令である。
復員兵（ふくいんへい）は、復員した兵士のことである。復員兵、帰還兵の中には、戦場での負傷から重度の身体障害者となった者や、心的外傷後ストレス障害（PTSD）を患っている者も少なくない（傷痍軍人）。

## 各国における復員

### 日本

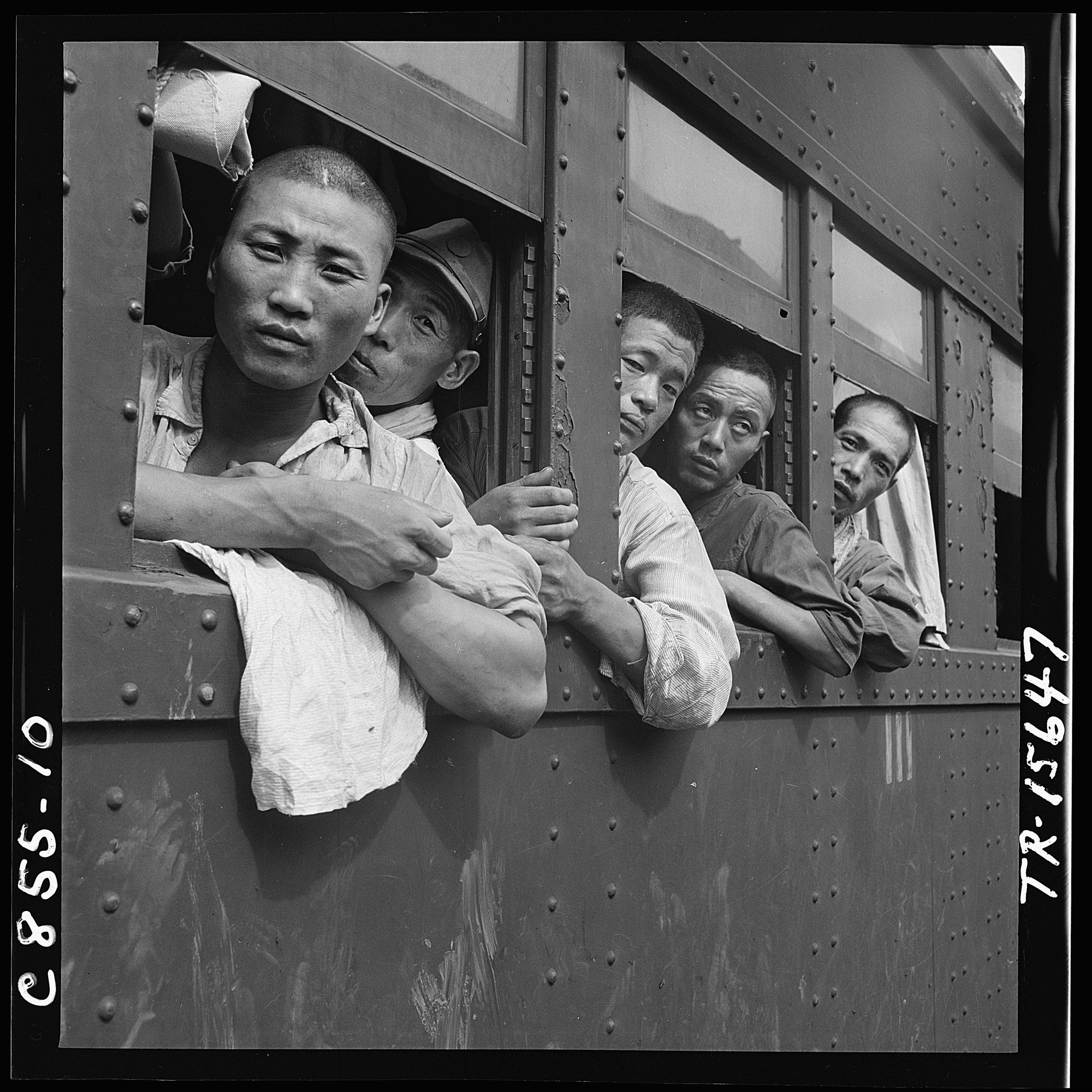
故郷へ帰る復員兵たちを満載した、運賃無料の復員列車。
（1945年9月、場所は広島、アメリカ海軍撮影）

第二次世界大戦後の日本では、外地派遣軍は現地の連合国軍に降伏し、武装解除を受けたのち内地へ帰還させられることとなったが、このさい内地へ移動したのち復員除隊となったため、軍隊を退職することが復員と解釈されがちであるが本来は復員と除隊・退役は別である。
日本海軍では「復員」ではなく、「解員（かいいん）」と呼ばれた。
日本は太平洋戦争終了後、第一復員省、第二復員省（後に合併して復員庁）を創設して復員作業にあたった。
終戦後も戦争神経症により社会復帰できず治療を受けている者は「未復員」として扱われた。

### 米国
1924年5月に、退役軍人福祉を提供するとした世界大戦調整補償法を成立させた。世界恐慌で生活が苦しくなった退役軍人たちが一括賜金とするよう抗議するデモボーナスアーミー（一括賜金行進）を行った。また傷病兵には、ボーナスなどが支援が行われた。
アメリカでは1944年に復員兵援護法（the G.I. Bill of Rights）が成立し、多くの退役軍人に高等教育の機会が開かれ、退役後の兵士たちの生活を支えている。
退役軍人組織に関しては、1783年設立のシンシナティ協会（Society of the Cincinnati）、1899年設立の対外戦争退役軍人会（Veterans of Foreign Affairs）、1919年設立の米国在郷軍人会（American Legion）などがある。
11月11日は復員軍人の日（Veteran’s Day）として祝日になっている。

## 関連作品
小説
- 『獄門島』横溝正史
- 『犬神家の一族』横溝正史
- 『復員殺人事件』坂口安吾
- 『砕かれた神: ある復員兵の手記』渡辺清
- 『帰郷』浅田次郎
- 『失踪』ティム・オブライエン

映画
- 『我等の生涯の最良の年』(1946年、ウィリアム・ワイラー監督)
- 『新悪名』(1962年、森一生監督、大映)
- 『ランボー』(1982年、テッド・コッチェフ監督)
- 『瀬戸内少年野球団』(1984年、篠田正浩監督)
- 『7月4日に生まれて』(1989年、オリバー・ストーン監督)
- 『8月のメモワール』(1994年、ジョン・アヴネット監督)
- 『サイダーハウス・ルール』(1999年、ラッセ・ハルストレム監督)
- 『ある愛の風景』(2004年、スザンネ・ビア監督)
- 『勇者たちの戦場』(2006年、アーウィン・ウィンクラー監督)

コミック
- 『極東事変』大上明久利
- 『蜜の島』小池ノクト